# Lise Yasui
Lise Yasui (* 20. Jahrhundert) ist eine US-amerikanische Filmproduzentin mit dem Schwerpunkt auf Dokumentationen.
Yasui wuchs in Williamsport, Pennsylvania auf. Sie hat vier Geschwister. Die japanische Abstammung väterlicherseits und die damit verknüpften vielfältigen Probleme wurden in ihrer Kindheit nicht thematisiert. Später wurde dieses Thema in ihrem Leben immer bestimmender und sie entschied sich, Filmemachen zu studieren, um sich auf diesem Wege mit ihrer Abstammung und den damit verbundenen gesellschaftlichen Konflikten zu beschäftigen. Sie schrieb sich in das entsprechende Programm der Temple University ein. In der Auseinandersetzung über die Familiengeschichte mit ihrem Vater wurde ihr schließlich eröffnet, dass ihr Großvater Selbstmord begangen hatte. Sie verarbeitete dies und ihre eigene Geschichte der familiengeschichtlichen Entdeckungen in einer von ihr inszenierten Dokumentation. Yasui gab schließlich ihr Debüt als Produzentin, Regisseurin und Drehbuchautorin mit dem Film Family Gathering, der 1988 in seiner endgültigen Form erschienen. Die zunächst kürzere Variante der Produktion wurde mehrfach ausgezeichnet und auf verschiedenen Filmfestival gezeigt. Das Public Broadcasting Service ermöglichte es ihr dann, den Film von 30 auf 60 Minuten zu verlängern. Der Film blieb ihre einzige Regiearbeit.
Bei der Oscarverleihung 1989 war sie für ihren Film für den Oscar in der Kategorie Bester Dokumentar-Kurzfilm nominiert. In dem Film beschäftigt sie sich mit Minoru Yasui (1916–1986), einem ihrer Großväter, der in Oregon lebte und dann im Zuge der Internierung japanischstämmiger Amerikaner in ein Internierungslager in Santa Fe und später Missoula gesperrt wurde.
In den 1990er Jahren war sie an der Produktion von The Gate of Heavenly Peace beteiligt, in dem es um das Tian’anmen-Massaker geht.
Yasui ist als Beraterin für Entwicklungen im Non-Profit-Bereich tätig.